# Thomas E. Eggers

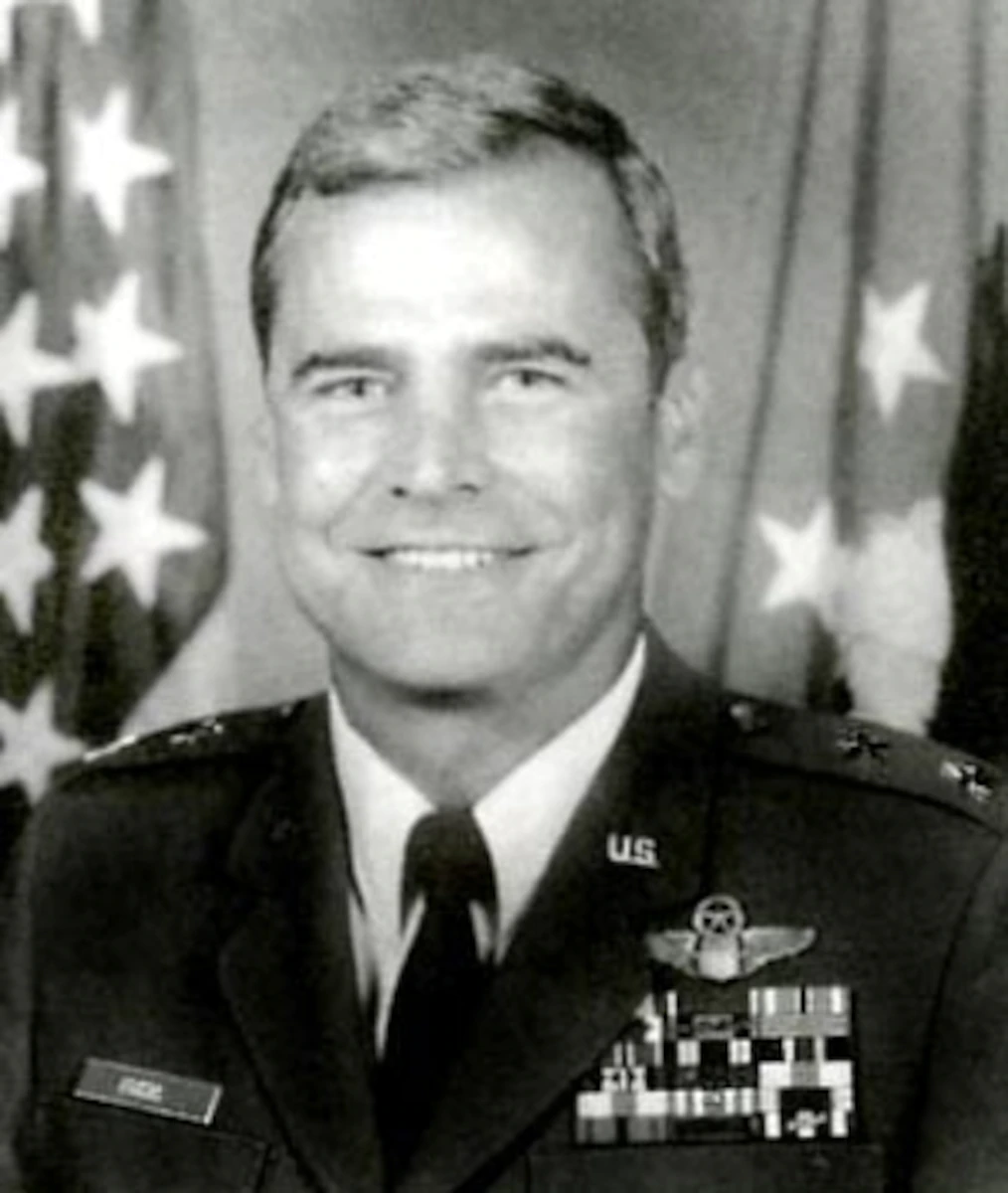
Thomas E. Eggers

Thomas E. Eggers (* um 1942) ist ein pensionierter Generalmajor der United States Air Force. Er war unter anderem Kommandeur des Air Force Special Operations Commands.
Thomas Eggers stammt aus Illinois. Im Jahr 1964 absolvierte er die United States Air Force Academy in Colorado Springs. Nach seiner Graduation wurde er als Leutnant in das Offizierskorps der Air Force aufgenommen. In der Folge durchlief er alle Offiziersgrade vom Leutnant bis zum Zwei-Sterne-General.
Im Lauf seiner militärischen Karriere absolvierte er verschiedene Kurse und Schulungen. Dazu gehörten unter anderem eine Ausbildung zum Kampfpiloten und weitere Fortbildungskurse als Pilot neuer Flugzeugtypen; die Squadron Officer School auf der Maxwell Air Force Base in Alabama; das Naval Command and Staff College in New Port in Rhode Island; das Air War College, das ebenfalls auf der Maxwell AFB angesiedelt ist, und das National War College in Fort Lesley J. McNair in Washington, D.C. Außerdem erhielt er einen akademischen Grad von der University of Rochester.
In seinen frühen Jahren als Offizier der Luftwaffe war er an verschiedenen Stützpunkten in den Vereinigten Staaten stationiert. Dabei war er als Pilot, Flugausbilder oder Stabsoffizier bei unterschiedlichen Einheiten tätig. Dazwischen absolvierte er die erwähnten Schulungen. Als Stabsoffizier war er unter anderem im Hauptquartier der Air Force tätig. Zwischen März 1969 und März 1970 war er als Kampfpilot im Vietnamkrieg eingesetzt. Später war er zwischen September 1975 und August 1978 auf der Rhein-Main Air Base in Frankfurt am Main stationiert. Dort kommandierte er unter anderem die 55. Schwadron (55th Aeromedical Airlift Squadron).
Am 1. November 1986 erreichte Thomas Eggers mit seiner Beförderung zum Brigadegeneral die Generalsränge. Zu dieser Zeit war er Stabsoffizier im Hauptquartier der Luftwaffe, deren Stab gehörte er in unterschiedlichen Funktionen bis zum September 1989 an. Es folgte eine Versetzung zum Hurlburt Field in Florida. Dort kommandierte er zwischen September 1989 und Mai 1990 die 23. Luftflotte (Twenty Third Air Force), eine Vorläuferorganisation des späteren Air Force Special Operations Commands. Nach dessen Gründung im Jahr 1990 war Thomas Eggers der erste Kommandeur. De facto führte er jedoch seine bisherige Aufgabe als Kommandeur der 23. Luftflotte nur unter neuem Namen weiter. Dieses Kommando behielt er bis zum 20. Juni 1991.
Daran schloss sich eine Versetzung zur MacDill Air Force Base in Florida an. Zwischen Juni 1991 und Juli 1993 war er dort stellvertretender Kommandeur und Stabschef des United States Special Operations Commands. Danach wurde er zur Scott Air Force Base in Illinois versetzt, wo er ab Juli 1993 bis zu seiner Pensionierung im Jahr 1994 dem Stab des Air Mobility Commands angehörte.
Während seiner aktiven Zeit als Militärpilot absolvierte er über 5000 Flugstunden auf verschiedenen Flugzeugtypen.

## Daten der Beförderungen
| Abzeichen | Rang               | Jahr              |
| --------- | ------------------ | ----------------- |
|           | Second Lieutenant  | 3. Juni 1964      |
|           | First Lieutenant   | 3. Dezember 1965  |
|           | Captain            | 3. Dezember 1967  |
|           | Major              | 1. Januar 1972    |
|           | Lieutenant Colonel | 1. Dezember 1976  |
|           | Colonel            | 1. November 1980  |
|           | Brigadier General  | 1. November 1986  |
|           | Major General      | 1. September 1989 |

## Orden und Auszeichnungen
Thomas Eggers erhielt im Lauf seiner militärischen Laufbahn unter anderem folgende Auszeichnungen:
- Air Force Distinguished Service Medal
- Defense Superior Service Medal
- Legion of Merit
- Distinguished Flying Cross
- Air Medal
- Air Force Commendation Medal
- Meritorious Service Medal